# Live for Speed
Live for Speed (ofta förkortat LFS) är en racingsimulator med stor betoning på realism och som i huvudsak utformats för att spelas online. Dock finns möjlighet köra offline mot klockan eller spelets AI. Spelets utvecklare går under namnet "The LFS-Team" och består av Scawen Roberts (som slutade på Lionhead Studios för att kunna arbeta med LFS på heltid), Eric Bailey och Victor van Vlaardingen.

## Spelet
Live for Speed riktar in sig på att vara en körsimulator, det vill säga att köra med tangentbord, gamepad eller mus är möjligt men i och med att LFS är en simulator så rekommenderas det att man använder ratt. I LFS finns olika bilar och banor. Bilarna är olika, främst huruvida de driver på framhjulen, bakhjulen eller på alla fyra hjul men också hur mycket de väger, hur de ser ut osv. Även banorna är olika, vissa körs på grus, andra i stadsmiljöer för att nämna några. Spelet är under utveckling så det är mycket möjligt att fler fordon, miljöer och funktioner läggs till i takt med att spelets utveckling fortlöper.

## Utvecklingsfaser
Live for Speed är inte färdigutvecklat men en Alpha-version av S2 är tillgänglig för allmänheten. Den första versionen av LFS släpptes i augusti 2002. S1, den första kommersiella versionen släpptes i oktober 2004. Utvecklarna har valt att utforma spelet i 3 faser. 
Ingen vet när LFS S3, det vill säga den tredje fasen, kommer att släppas.

### S1
Innehållet i S1 går att jämföra med STCC, det vill säga att du med ett fåtal undantag enbart har tillgång till standardbilar och mindre GP- och klubbanor. Idag finns inga skillnader på S1 och S2 förutom att S1 innehåller färre fordon och racingmiljöer. Men innan alpha-versionen av S2 släpptes var S1 förhållandevis underlägsen, både grafik- och fysikmässigt.

### S2
S2 var ett stort steg framåt i alla avseenden. Man lade till ett antal olika fjädringstyper med förbättrad simulering, möjligheten att göra asymmetriska inställningar på sitt fordon, däckslitage, temperaturskillnader, bensinförbrukning, depåstopp osv. 
- Förbättrat fysik- och multiplayersystem
- S1-innehållet har förbättrats grafiskt

- 2 nya ensitsiga bilar
- 3 nya GTR-bilar
- 2 nya framhjulsdrivna kombibilar
- 2 nya sportbilar
- 1 ny framhjulsriven racingbil à 1000cc

- Kyoto Ring, Japan
- Westhill, England
- Aston, England

En efterföljande patch innehöll även en BMW Sauber F1.

#### Licenser
S2 fungerar till en början som en demo och innehåller endast tre bilar och en bana. För att få tillgång till fler bilar och banor i spelet måste man köpa en licens. Det finns två licenser, S1 (kostar cirka 12 pund) och S2 (24 pund). Om man köper S1 får man tillgång till ytterligare sex bilar och tre banor. Om man istället köper S2 får man ytterligare elva bilar och tre banor, men även de bilar och banor man får om man köper S1.
Man kan också uppgradera sin licens från S1 till S2 om man tröttnar på S1.

## Community
LFS utvecklare och dess användare har alltid haft en nära dialog, troligtvis på grund av att alla som spelar LFS är beta-testare, vare sig de vill eller ej. Det ordnas organiserade ligor där folk tävlar, oftast veckovis under flera månader och det görs filmer och skins.

### Officiella sidor
- Officiell webbplats
- Officiellt forum
- LFS World
- LFS Manual

### Svenskt community
- liveforspeed.se

### Svenska tävlingar
- SCC Cup
- Torsdagsrace